# Litoria cyclorhynchus
Litoria cyclorhynchus és una espècie de granota que viu al sud-oest d'Austràlia.
Està amenaçada d'extinció per la pèrdua del seu hàbitat natural.